# Aerei della RAF nella seconda guerra mondiale
Aerei impiegati dalla RAF e dalla Fleet Air Arm durante la Seconda guerra mondiale.

## Caccia
- Blackburn Roc
- Bristol Beaufighter, caccia pesante
- Boulton Paul Defiant
- De Havilland Hornet
- De Havilland Mosquito
- Fairey Firefly
- Fairey Fulmar
- Gloster Gladiator
- Gloster Meteor
- Hawker Demon
- Hawker Hurricane
- Hawker Typhoon
- Hawker Tornado
- Hawker Tempest
- Miles M.20
- Supermarine Spitfire
- Supermarine Spiteful
- Westland Welkin, caccia pesante
- Westland Whirlwind, caccia pesante
- De Havilland DH.100 Vampire

## Bombardieri e siluranti
- Armstrong Whitworth Whitley, bombardiere medio
- Avro Lancaster
- Avro Lincoln, bombardiere pesante
- Avro Manchester, bombardiere pesante
- Blackburn Botha, aerosilurante
- Blackburn Firebrand
- Blackburn Skua, bombardiere in picchiata
- Boulton Paul Overstrand, bombardiere medio
- Bristol Beaufort
- Bristol Blenheim, bombardiere leggero
- Bristol Bombay
- Bristol Buckingham, bombardiere medio
- Fairey Albacore
- Fairey Barracuda
- Fairey Battle, bombardiere leggero
- Fairey Swordfish, aerosilurante
- Handley Page Halifax, bombardiere pesante
- Handley Page Hampden, bombardiere medio
- Handley Page Harrow, bombardiere pesante
- Hawker Hart, bombardiere leggero
- Short Stirling, bombardiere pesante
- Vickers Wellesley, bombardiere leggero
- Vickers Wellington, bombardiere medio

## Ricognitori
- Avro Anson
- Short Sunderland
- Supermarine Stranraer
- Supermarine Walrus
- Taylorcraft Auster
- Vickers Warwick
- Westland Lysander
- Westland Walrus

## Addestratori
- Airspeed Oxford
- Avro Tutor
- Bristol Buckmaster
- de Havilland DH.89 Dragon Rapide
- de Havilland DH.86 Express
- de Havilland DH.82 Tiger Moth
- Gloster Gauntlet
- Hawker Hind
- Hawker Horsley
- Miles Magister
- Miles Master
- Percival Proctor

## Aerei da trasporto
- Airspeed Horsa, aliante
- Armstrong Whitworth Albemarle
- Avro York
- de Havilland DH.95 Flamingo
- General Aircraft Hamilcar, aliante
- General Aircraft Hotspur
- Slingsby Hengist

## Altri
- Bristol Bolingbroke, pattugliatore marittimo
- Hawker Hartebees
- Hawker Henley, traino bersagli
- Miles Martinet, aereo bersaglio

## Aerei sperimentali
- Blackburn B-20
- Gloster E.28/39
- Martin-Baker MB 3
- Martin-Baker MB 5
- Miles M.30
- Miles M.52
- Vickers Windsor

## Aerei acquisiti da Paesi Alleati
Francia
- Latécoère 298

 Paesi Bassi
- Fokker G.IA
- Fokker T.VIII W

 Stati Uniti
- Beach UC-43 Traveller
- Bell P-39 Airacobra
- Boeing B-17 Flying Fortress
- Boeing B-29 Superfortress
- Boeing PT-27
- Brewster F2 Buffalo
- Cessna AT-8 Crane
- Cessna AT-17
- Chance Vought F4U Corsair
- Chance Vought V-166
- Consolidated B-24 Liberator
- Consolidated C-87 Liberator Express
- Consolidated PBY Catalina
- Consolidated PB2Y Coronado
- Curtiss P-36
- Curtiss P-40
- Curtiss SBC Helldiver
- Curtiss SB2C Helldiver
- Curtiss SO3C Seamew
- Douglas DB-7 Boston
- Douglas A-26 Invader
- Douglas A-33
- Douglas B-18 Bolo
- Douglas C-47 Dakota/Skytrain
- Douglas C-54 Skymaster
- Douglas SBD Dauntless
- Fairchild 91
- Fairchild PT-26
- Grumman F4F Wildcat
- Grumman F6F Hellcat
- Grumman G-21 Goose
- Grumman TBF Avenger
- Lockheed Hudson
- Lockheed L-10 Electra
- Lockheed L-18 Lodestar
- Lockheed P-38 Lightning
- Lockheed Ventura
- Martin 187 Baltimore
- Martin B-26 Marauder
- Martin Maryland
- North American A-36 Apache
- North American T-6 Texan
- North American B-25 Mitchell
- North American BT-14
- North American P-51 Mustang
- Northrop A-17
- Republic P-47 Thunderbolt
- Vought OS2U Kingfisher
- Vought SB2U Vindicator
- Vultee A-35 Vengeance

## Aerei di preda bellica
Germania
- Arado Ar 96
- Arado Ar 196
- Arado Ar 234
- Blohm & Voss BV 222
- Dornier Do 17
- Dornier Do 217
- Dornier Do 335
- Fieseler Fi 156 Storch
- Focke-Wulf Fw 189
- Focke-Wulf Fw 190
- Focke-Wulf Fw 200 Condor
- Focke-Wulf Ta 152
- Heinkel He 111
- Heinkel He 115
- Heinkel He 162
- Heinkel He 177 Greif
- Heinkel He 219
- Henschel Hs 126
- Junkers Ju 52
- Junkers Ju 86
- Junkers Ju 87 Stuka
- Junkers Ju 88
- Junkers Ju 188
- Junkers Ju 290
- Junkers Ju 352
- Junkers Ju 388
- Junkers W 34
- Messerschmitt Bf 108
- Messerschmitt Bf 109
- Messerschmitt Bf 110
- Messerschmitt Me 163
- Messerschmitt Me 210
- Messerschmitt Me 262
- Messerschmitt Me 410 Hornisse

 Italia
- Breda Ba.25
- Caproni Ca.100
- Caproni Ca.133
- Caproni Ca.148
- Caproni Ca.309 "Ghibli"
- Caproni Ca.311
- CANT Z.501 "Gabbiano"
- CANT Z.506 "Airone"
- CANT Z.1007 "Alcione"
- Fiat B.R.20 "Cicogna"
- Fiat C.R.32
- Fiat C.R.42 "Falco"
- Fiat G.12
- Fiat G.50 "Freccia"
- Fiat R.S.14
- Macchi M.C.200 "Saetta"
- Macchi M.C.202 "Folgore"
- Macchi M.C.205 "Veltro"
- Nardi FN.305
- Savoia-Marchetti S.M.79 "Sparviero"
- Savoia Marchetti S.81 "Pipistrello"

 Repubblica Sociale Italiana
- Fiat G.55 "Centauro"

 Giappone
- Aichi E16A "Zuiun"
- Mitsubishi A6M "Zero"
- Mitsubishi G4M "Hamaki"
- Mitsubishi J2M "Raiden"
- Nakajima A6M2-N